# پوئبلو نوئوو (کوردوبا)
پوئبلو نوئوو (کوردوبا) (به اسپانیایی: Pueblo Nuevo, Córdoba) یک سکونتگاه مسکونی در کلمبیا است که در بخش کوردوبا واقع شده‌است.